# Puerto Rico a 2024. évi téli ifjúsági olimpiai játékokon
Puerto Rico a dél-koreai Kangvonban megrendezett 2024. évi téli ifjúsági olimpiai játékok egyik részt vevő nemzete volt. Az ország a játékokon 1 sportágban (szánkóban) 1 lány sportolóval képviseltette magát.
A Karib-tengeri szigetország 16 éves sportolója, Isabela Aponte személyében először képviseltette magát téli ifjúsági olimpián. A Puerto Ricó-i tinédzser hazája úttörőjeként a 30. helyen végzett a szánkó lányok egyesében.

## Szánkó

### Lány
| Versenyző      | Versenyszám | 1. futam | 1. futam | 2. futam | 2. futam | Összesen | Összesen |
| Versenyző      | Versenyszám | Idő      | Hely.    | Idő      | Hely.    | Idő      | Hely.    |
| -------------- | ----------- | -------- | -------- | -------- | -------- | -------- | -------- |
| Isabela Aponte | Lány egyes  | 53,328   | 31.      | 51,854   | 29.      | 1:45,182 | 30.      |